# Mooihoek
Koordinaten: 26° 58′ S, 31° 28′ O
Mooihoek ist ein Ort in Eswatini. Er liegt im Süden des Landes in der Region Shiselweni.